# Hästkåtatjärnen
Hästkåtatjärnen är en sjö i Storumans kommun i Lappland och ingår i Umeälvens huvudavrinningsområde. Sjön har en area på 0,0923 kvadratkilometer och ligger 707,9 meter över havet.

## Delavrinningsområde
Hästkåtatjärnen ingår i det delavrinningsområde (727356-146770) som SMHI kallar för Namn saknas. Medelhöjden är 765 meter över havet och ytan är 23,53 kvadratkilometer. Det finns inga avrinningsområden uppströms utan avrinningsområdet är högsta punkten. Skurträskbäcken som avvattnar avrinningsområdet har biflödesordning 3, vilket innebär att vattnet flödar genom totalt 3 vattendrag innan det når havet efter 377 kilometer. Avrinningsområdet består mestadels av skog (68 procent) och kalfjäll (26 procent). Avrinningsområdet har 1,49 kvadratkilometer vattenytor vilket ger det en sjöprocent på 6,3 procent.